# Lago di Ghirla
Il lago di Ghirla è un piccolo lago italiano di origine glaciale, situato interamente nel territorio della Lombardia, in provincia di Varese, ad un'altitudine di 442 metri sul livello del mare, con una profondità massima di 14 metri ed un bacino complessivo di 0,28 km².

## Geografia
Posto nel comune di Valganna, affiancato dalla strada statale 233 Varesina, ha come affluente sotterraneo il torrente Margorabbia, proveniente dal vicino lago di Ganna, che diviene emissario per poi sfociare nel fiume Tresa. Nella parte settentrionale si trova la frazione di Ghirla, mentre quella meridionale lambisce il territorio di Ganna.

## Storia
Nel 1898 il livello del lago venne innalzato con la costruzione di una diga che permetteva la produzione, grazie ad una centrale, di energia elettrica. Nei primi anni del Novecento era famosa meta turistica, grazie alla glaciazione invernale che permette di praticare sport quali il pattinaggio e l'hockey, e la navigazione con canoe nel periodo estivo.
Nel 1914 sulla superficie del lago venne disputato il primo "Campionato nazionale di pattinaggio di velocità", vinto da Giuseppe Peck.
Attualmente il lago è balneabile.

## Clima
Posto in una valle prealpina ad un'altitudine di oltre 400 metri, il clima è continentale, con temperature molto inferiori agli zero gradi in inverno, che lo conducono ad una stagionale glaciazione. D'estate la temperatura dell'acqua supera raramente i 20 °C.

## Fauna
Circondato da boschi e vegetazione, la fauna principalmente presente è composta da anfibi, quali rane e rospi, e pesci d'acqua dolce, tinche, carpe, lucci, persici reali, persici sole di taglia ridotta, raramente anche persici trota e alborelle, trote, sono stati avvistati anche siluri, che stanno devastando la fauna locale. Sui versanti è presente il cinghiale, grazie ad un ripopolamento coatto effettuato nei decenni passati.

## Sport
Il lago di Ghirla risulta molto interessante dal punto di vista sportivo, vengono infatti praticate diverse attività sia estive che invernali.

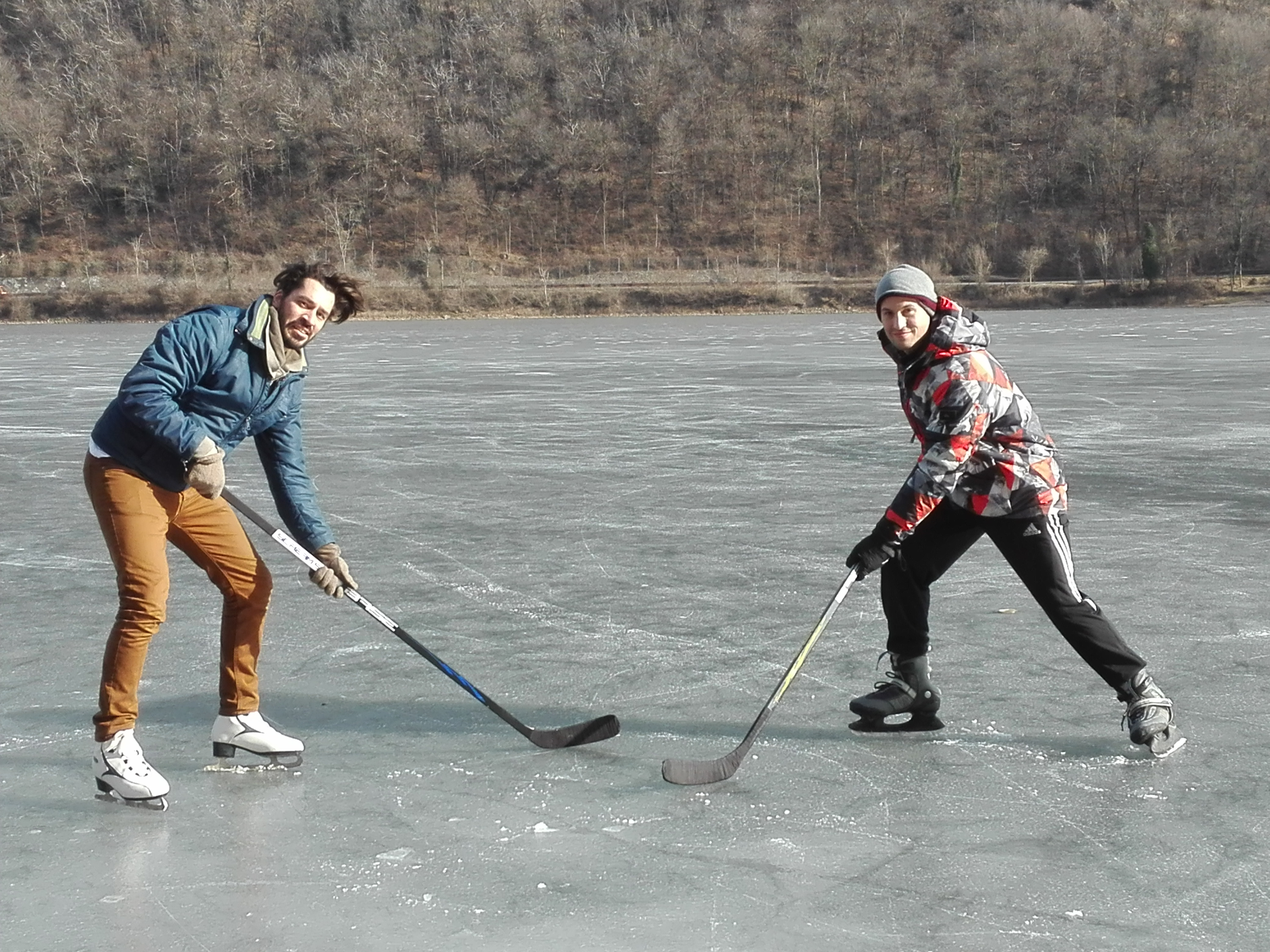
Due pattinatori praticano ice hockey sul Lago di Ghirla ghiacciato

Durante il periodo estivo viene praticato il kayak e il nuoto nelle limpide acque del lago, mentre durante il periodo invernale viene praticato il pattinaggio su ghiaccio e l'hockey sulla superficie gelata del lago, che in stagioni particolarmente fredde consente di pattinare da metà Dicembre fino all'inizio di Febbraio.

## Galleria d'immagini

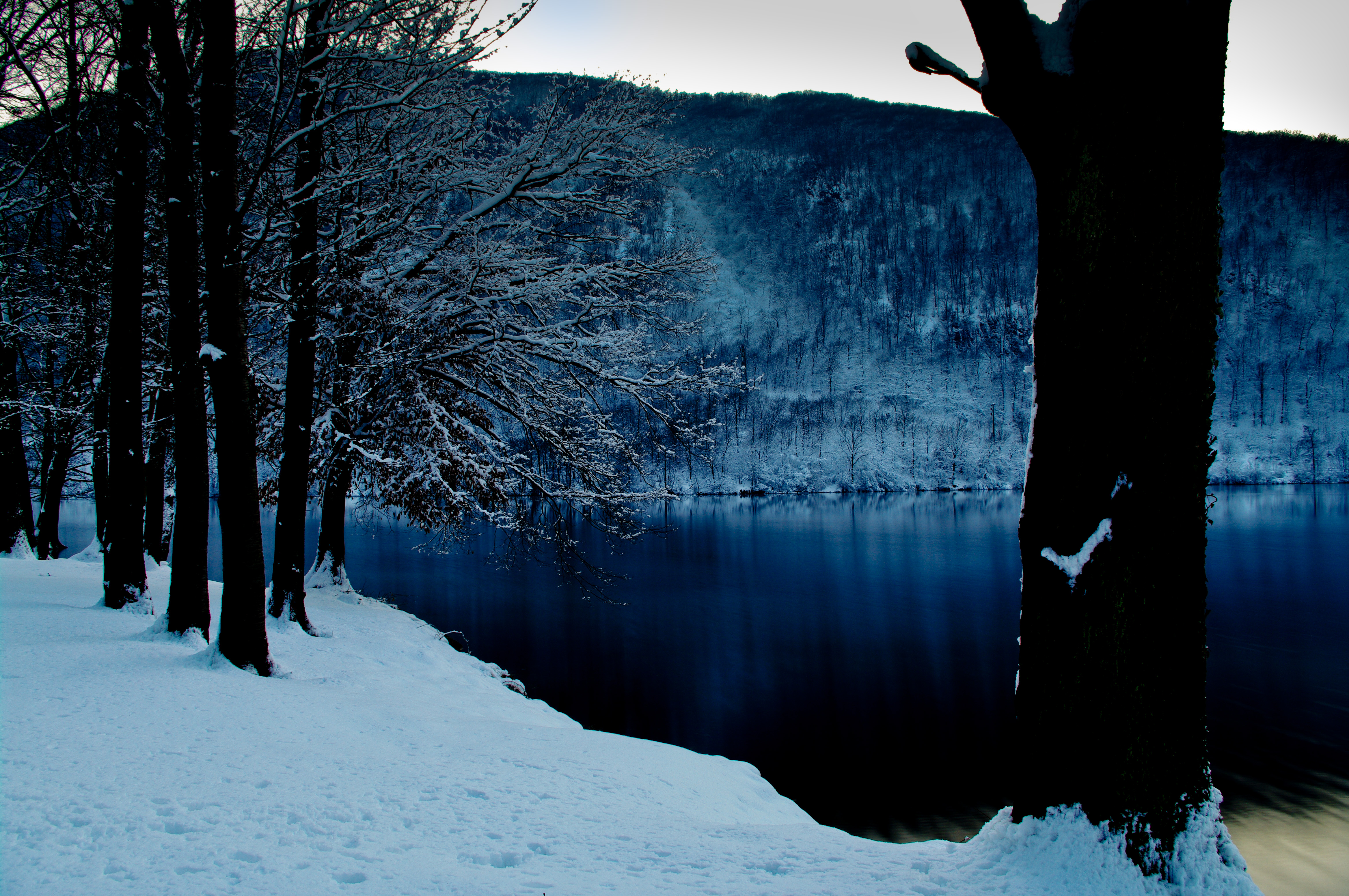
Immagine invernale dalle sponde del lago
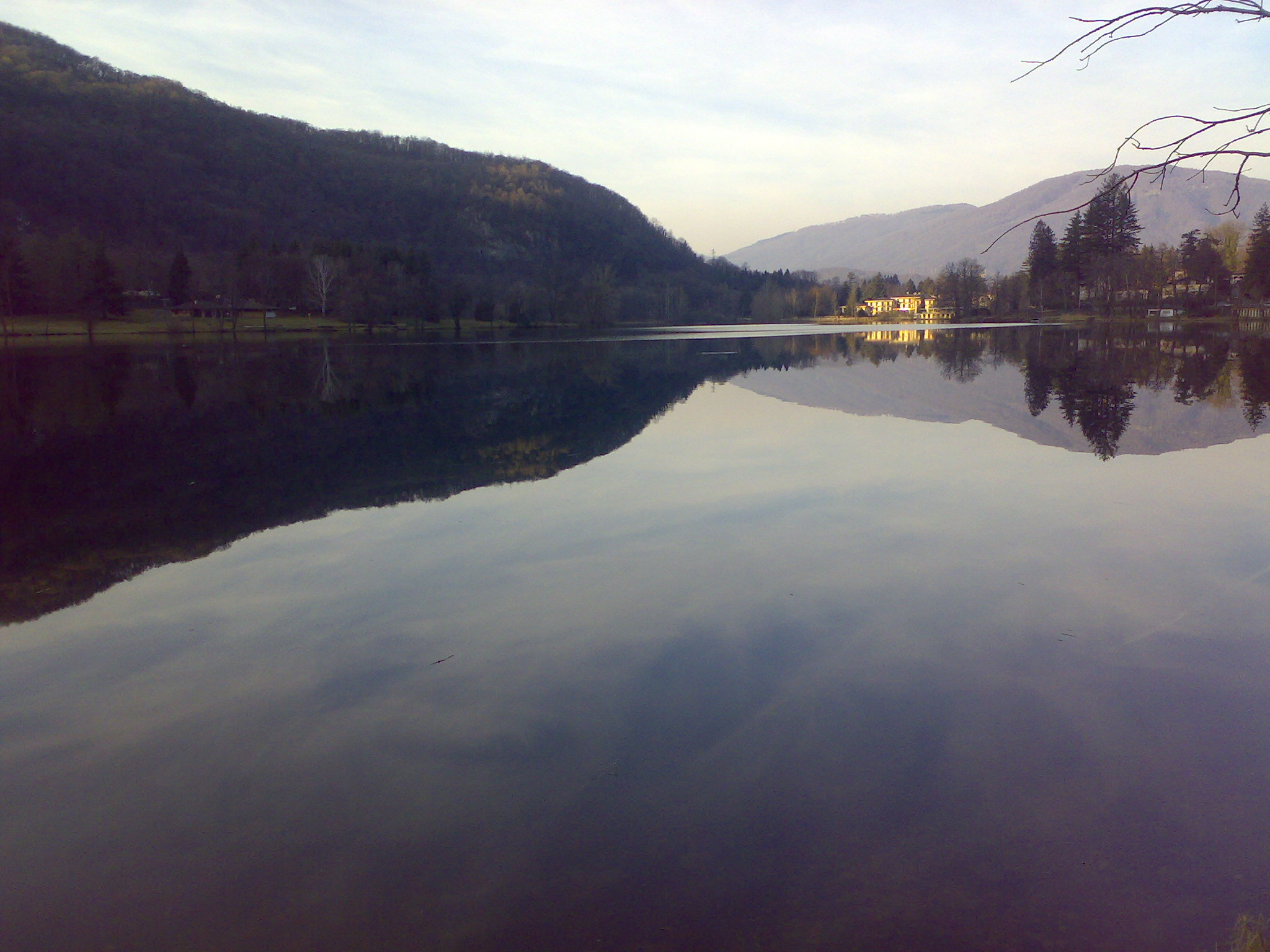
Un'immagine del lago
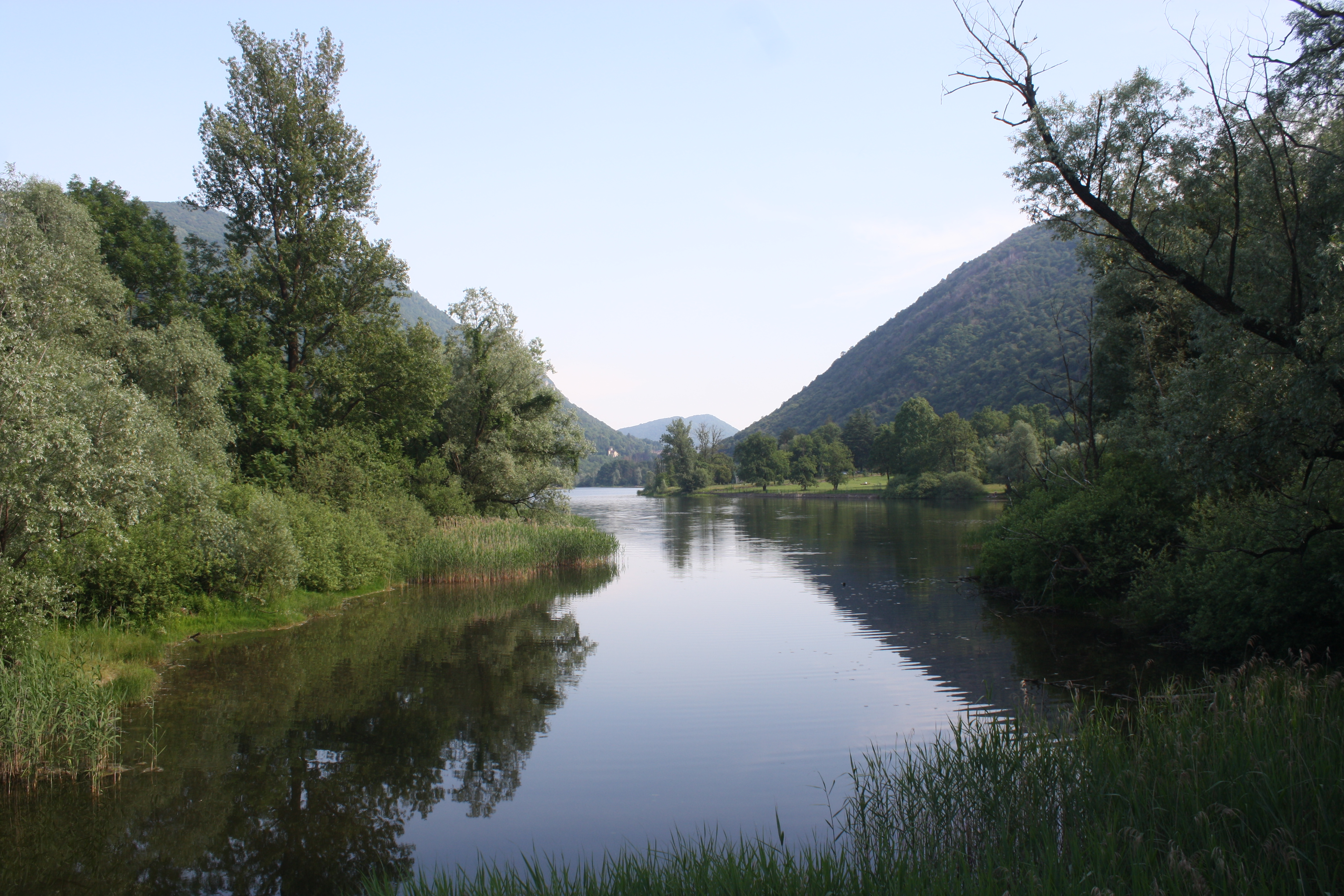
La parte settentrionale del lago, in prossimità dell'emissario